# Lela Karagianni
Lela Karagianni  (auch Carayannis und Karayiannis; griechisch Λέλα Καραγιάννη; 24. Junijul. / 6. Juli 1898greg. in Limni, Fokida – 8. September 1944 in Chaidari, Attika) war eine griechische Widerstandskämpferin gegen die deutsche Besatzungsmacht in Griechenland. Die siebenfache Mutter organisierte wesentliche Teile des griechischen Widerstands, wurde im Juli 1944 vom NS-Regime verhaftet, gefoltert und schließlich im KZ Chaidari interniert. Dort wurde sie von einem Erschießungskommando ermordet.

## Leben und Werk
Lela Karagianni war eine Mutter von sieben Kindern, wurde allgemein als „unpolitisch“ beschrieben und lebte während des Überfalls der deutschen Truppen auf Griechenland im April 1941 in Athen. Sie versteckte spontan britische Soldaten und verhalf ihnen zur Flucht. Sie gründete die Untergrundorganisation Bouboulina (griechisch Οργάνωση Μπουμπουλίνα), benannt nach der Heldin des griechischen Freiheitskrieges, Laskarina Bouboulina (1771–1825). Sie begann ihre Zusammenarbeit mit dem britischen Geheimdienst und der Nationalen Republikanischen Griechischen Liga (kurz EDES), der größten nicht-kommunistischen Widerstandsgruppe des Landes. Die Griechen im Untergrund organisierten Unterkünfte, erstellten gefälschte Ausweise und betrieben Fluchthilfe. Gefährdete Personen sollten zu den Partisanen in den Bergen oder ins Ausland flüchten können. Darunter befanden sich auch viele Juden, darunter auch die Familie von Samuel Cohen aus Thessaloniki.
Lela Karagianni wurde am 11. Juli 1944 verhaftet und danach mehrere Tage lang im Verhörzentrum der SS in der Athener Merlinstraße gefoltert. Sie wurde schließlich in das Konzentrationslager Chaidari gebracht. Am frühen Morgen des 8. September 1944 wurde sie gemeinsam mit 71 Mitgliedern ihrer Widerstandsorganisation im Wald von Daphni erschossen.

## Auszeichnung
- 2011: Gerechter unter den Völkern

## Gedenken
- Nach dem Untergang des NS-Regimes wurde sie vom griechischen Staat für ihre Verdienste hoch dekoriert; Straßen und Schulen wurden nach ihr benannt.
- Ihr früheres Wohnhaus in Athen wurde als historisches Gebäude unter Schutz gestellt.